# Джин (гурт)
«Джин» (також Джинн, The Genies, Gin, Jin, Ginn, Jinn, Zhin) — іспансько-український інді-рок гурт. Утворився 1992 року в Києві. У своїй музиці колектив синтезував різні стилі.
Гурт став першим пост-радянським колективом, що 1993 року гастролював у Каталонії. Після участі в щорічному іспанському рок-фестивалі «Pop-Rock» (1997 рік) європейським відділенням американської компанії Warner Bros. (Warner Brothers) колективу запропонували рекординговий контракт .
Вокаліст гурту, Вахтанґ Кебуладзе, є доктором філософських наук, викладачем декількох університетів Європи й автором низки значимих наукових публікацій. Його спеціалізація — феноменологія

## Склад
- Вахтанґ Кебуладзе — танці, поезія, вокал.
- Андрій (Глуня) Глухарев — гітари; наразі живе у Міннеаполісі, США
- Олег Загіней — бас; наразі живе в м. Пальма, Іспанія
- Жерар Адровер — барабани, народився і виріс в Каталонії на острові Мальорка

## Дискографія
- 1993 Live in Spain (PMadre UnLtd)
- 1995 Ієреміада (PMadre UnLtd)
- 1996 Слушаю и повинуюсь! (Western Thunder)
- 1998 Няня, я улетел! (Eurostar / Galas MF)
- 2010 Сни Мертвого Мрійника (A-House)